# 片田敬太郎
片田 敬太郎（かただ けいたろう、1979年7月11日 - ）は、神奈川県横浜市出身のプロ野球トレーナー。

## 経歴
2007年から2012年までベースボール・チャレンジ・リーグ（BCリーグ）の石川ミリオンスターズのコンディショニング＆ストレングスコーチを務めた。前期後期を含め7度の優勝に貢献する。
2013年より横浜DeNAベイスターズのトレーナーに就任。
2014年から2年間、BCリーグの信濃グランセローズのコーチを務めた。
2016年から石川ミリオンスターズのフィジカルパフォーマンスコーチに就任した。2021年からはチーム付きの理学療法士という扱いになり、背番号は着用しなくなった。球団の加盟リーグが日本海オセアンリーグに変わった2022年からは再びコーチの肩書きとなった。

## 詳細情報

### 背番号
- 70 （2010年 - 2012年、2016年 - 2020年、2022年 - ）
- 72 （2014年 - 2015年）